# Газова атака в Халабджі

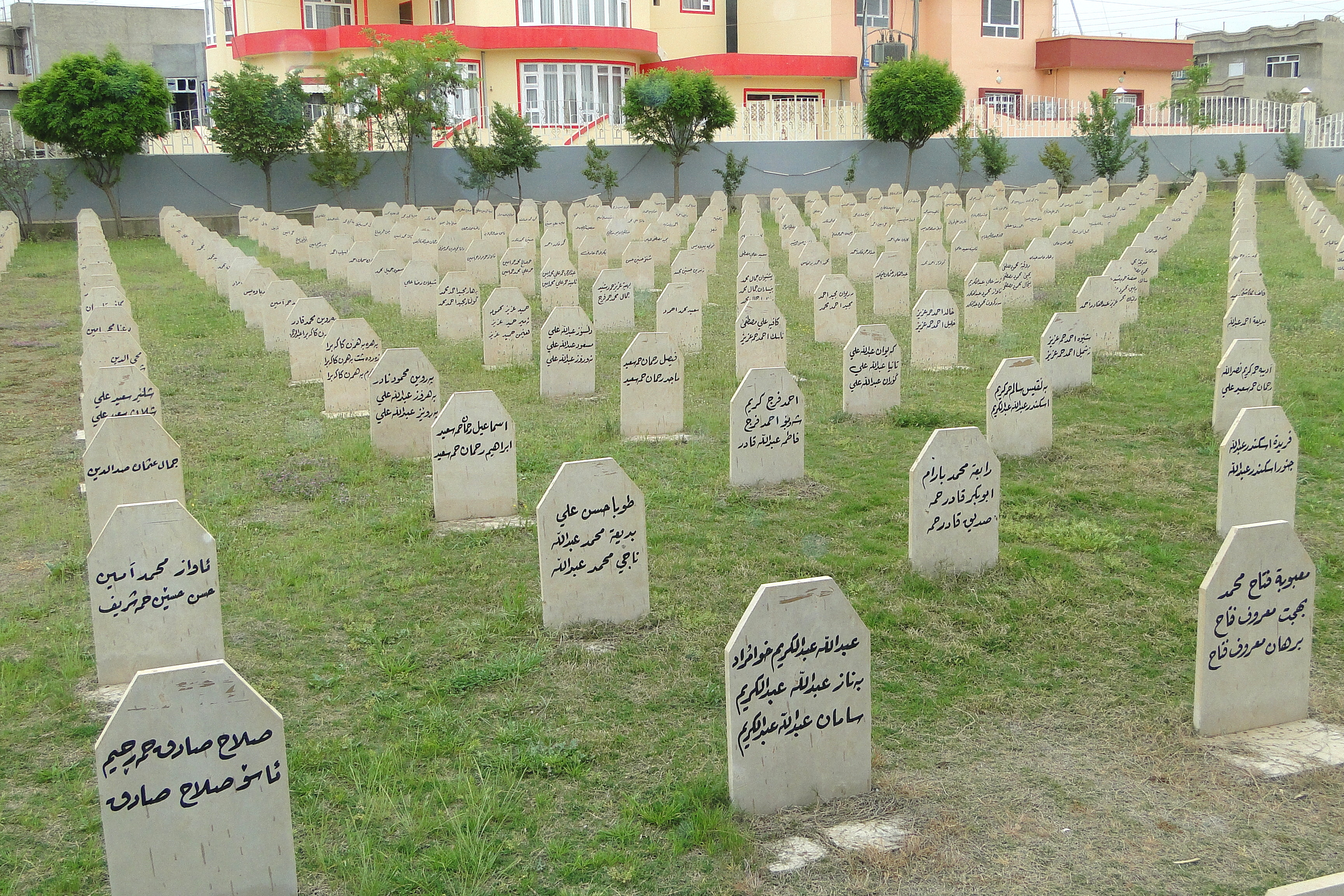
Могили жертв газової атаки в Халабджі.

Газова атака в Халабджі — застосування іракською владою 16 — 17 березня 1988 року хімічної зброї проти цивільного населення міста Халабджа на території Іракського Курдистану, що лежить у безпосередній близькості від кордону з Іраном, після захоплення міста іранськими військами і союзними їм іраксько-курдськими загонами пешмерга в ході ірано-іракської війни. При цьому 16—17 березня 1988 р. авіація Іраку піддала місто хімічному бомбардуванню з використанням різних отруйних речовин: іприту, зарину, табуну, газу VX. Кількість жертв, які належали майже всі до мирного населення, становила, за різними оцінками, від декількох сотень до семи тисяч осіб; зазвичай наводяться цифри  — п'ять тисяч загиблих і двадцять тисяч постраждалих. Серед загиблих особливо великий відсоток дітей, оскільки щільність використаних газів більша за густину повітря, тому газ стелився по землі.
Спочатку події в Халабджі не спричинили великого міжнародного резонансу, оскільки в ірано-іракському конфлікті симпатії багатьох країн і міжнародних організацій схилялися в бік Іраку. Фотографії численних жертв, головним чином жінок і дітей, з'явилися переважно в іранській пресі. В ряді заяв офіційних осіб США відповідальність за хімічні бомбардування Халабджі покладалася на іранську сторону. Незалежні розслідування початку 1990-х років, проведені Human Rights Watch та іншими організаціями, зробили версію про іракську відповідальність за бомбардування основною. Епізод з бомбардуваннями Халабджі включений в обвинувальний висновок у справі Саддама Хуссейна в слуханнях Іракського особливого трибуналу. Крім того, 23 грудня 2005 відбулося рішення суду в Нідерландах, який засудив до 15 років в'язниці Франса ван Анраата, голландського бізнесмена, який в 1984—1989 роках постачав до Іраку сировину для виготовлення хімічної зброї, — в ухвалі суду бомбардування Халабджі визнаються злочином режиму Хусейна.
Газова атака в Халабджі вважається складовою частиною так званого плану Аль-Анфаль — плану дій уряду Іраку проти курдської меншини, в рамках якого в 1986—1989 роках вчинялися інші злочинні дії, в тому числі хімічні бомбардування курдських сіл у квітні 1987 р. Безпосередньо керував операцією двоюрідний брат Саддама Хусейна Алі Хасан аль-Маджид, який після Халабджі дістав прізвисько «Хімічний Алі». 

17 січня 2010 року він був визнаний іракським судом винним у бомбардуванні Халабджі і Анфаль і засуджений до смертної кари через повішення (це був уже четвертий його смертний вирок). Був повішений за кілька днів, 25 січня. Сторона потерпілих опротестувала вирок на тій підставі, що в ньому газова атака була визнана актом геноциду, і в березні 2010 р. іракський Верховний суд офіційно визнав подію актом геноциду.